# Erythrodiplax connata
Erythrodiplax connata is een libellensoort uit de familie van de korenbouten (Libellulidae), onderorde echte libellen (Anisoptera).
De wetenschappelijke naam Erythrodiplax connata is voor het eerst geldig gepubliceerd in 1839 door Burmeister.